# Trachymene
Trachymene, rod jednogodišnjeg i dvogodišnjeg raslinja, trajnica i efemeroida iz porodice brestanjevki, dio potporodice Hydrocotyloideae. Postoji šezdesetak vrsta raširenih po Australaziji i tropskoj Aziji.

## Vrste
1. Trachymene acerifolia C.Norman
2. Trachymene acrotricha Buwalda
3. Trachymene adenodes Buwalda
4. Trachymene anisocarpa (Turcz.) B.L.Burtt
5. Trachymene arfakensis (Gibbs) Buwalda
6. Trachymene austrocaledonica (Brongn. & Gris) F.Muell.
7. Trachymene bialata (Domin) B.L.Burtt
8. Trachymene bivestita (Domin) L.A.S.Johnson
9. Trachymene celebica Hemsl.
10. Trachymene ceratocarpa (W.Fitzg.) Keighery & Rye
11. Trachymene clivicola Boyland & A.E.Holland
12. Trachymene coerulea Graham
13. Trachymene composita (Domin) B.L.Burtt
14. Trachymene croniniana (F.Muell.) F.Muell.
15. Trachymene cussonii (Montrouz.) B.L.Burtt
16. Trachymene cyanantha Boyland
17. Trachymene cyanopetala (F.Muell.) Benth.
18. Trachymene dendrothrix Maconochie
19. Trachymene didiscoides (F.Muell.) B.L.Burtt
20. Trachymene dusenii (Domin) B.L.Burtt
21. Trachymene erodioides Buwalda
22. Trachymene flabellifolia Buwalda
23. Trachymene geraniifolia F.M.Bailey
24. Trachymene gilleniae (Tate) B.L.Burtt
25. Trachymene glandulosa (F.Muell.) Benth.
26. Trachymene glaucifolia (F.Muell.) Benth.
27. Trachymene grandis (Turcz.) Rye
28. Trachymene hemicarpa Benth.
29. Trachymene hispida Maconochie
30. Trachymene hookeri (Domin) A.E.Holland
31. Trachymene humilis (Hook.f.) Benth.
32. Trachymene incisa Rudge
33. Trachymene inflata Maconochie
34. Trachymene koebrensis (Gibbs) Buwalda
35. Trachymene lacerata Maconochie
36. Trachymene leptophylla J.M.Hart
37. Trachymene longipedunculata Maconochie
38. Trachymene macrophylla (Domin) B.L.Burtt
39. Trachymene microcephala (Domin) B.L.Burtt
40. Trachymene montana A.E.Holland
41. Trachymene moorei M.Hiroe
42. Trachymene novoguineensis (Domin) Buwalda
43. Trachymene oblonga (S.Moore) M.Hiroe
44. Trachymene ochracea L.A.S.Johnson
45. Trachymene oleracea (Domin) B.L.Burtt
46. Trachymene ornata (Endl.) Druce
47. Trachymene papillosa Buwalda
48. Trachymene pilbarensis Rye
49. Trachymene pilosa Sm.
50. Trachymene pimpinellifolia (Domin) B.L.Burtt
51. Trachymene procumbens (F.Muell.) Benth.
52. Trachymene psammophila Maconochie
53. Trachymene pulvilliforma Buwalda
54. Trachymene pyrophila Rye
55. Trachymene rigida Buwalda
56. Trachymene rosulans (Danser) Buwalda
57. Trachymene rotundifolia (Benth.) Maconochie
58. Trachymene sarasinorum (Warb. ex H.Wolff) Buwalda
59. Trachymene scapigera (Domin) B.L.Burtt
60. Trachymene setosa (O.Schwarz) B.L.Burtt
61. Trachymene setulosa (F.Muell.) Druce
62. Trachymene tenuifolia (Domin) B.L.Burtt
63. Trachymene thysanocarpa J.M.Hart
64. Trachymene tripartita Hoogland
65. Trachymene umbratica J.M.Hart
66. Trachymene valida (F.Muell.) F.Muell.
67. Trachymene villosa (F.Muell.) Benth.

- T. cyanopetala
- T. coerulea